# Marko Bagarić
Marko Bagarić (31. prosinca 1985.), hrvatsko-katarski rukometni reprezentativac. Sudjelovao na Olimpijskim igrama 2016. godine igrajući za Katar. Igrajući za Hrvatsku osvojio zlato na svjetskom rukometnom kupu 2006. godine.